# Sânmihaiu Român
Sânmihaiu Român (in ungherese Bégaszentmihály, in tedesco Rumänisch-Sankt-Michael) è un comune della Romania di 4615 abitanti, ubicato nel distretto di Timiș, nella regione storica del Banato. 
Il comune è formato dall'unione di 3 villaggi: Sânmihaiu German, Sânmihaiu Român, Utvin.

## Amministrazione

### Gemellaggi
- Francia, Morlac